# Irakli Genowitsch Logua
Irakli Genowitsch Logua (russisch Ираклий Генович Логуа; englische Transkription: Irakliy Genovich Logua; * 29. Juli 1991 in Otschamtschire, Abchasische ASSR, Georgische SSR, Sowjetunion) ist ein russischer Fußballspieler abchasischer Abstammung.

## Karriere

### Verein
Irakli Logua begann seine Karriere 2007 in der Jugend beim FK Dynamo Moskau. Für den russischen Hauptstadtklub debütierte der Stürmer in der Premjer-Liga 2010 gegen Rubin Kasan, nachdem er für Alexander Kokorin in der 69. Spielminute eingewechselt wurde. In den Jahren 2011 und 2012 wurde er jeweils in die zweite Liga zum FK Fakel Woronesch und FK Sibir Nowosibirsk verliehen. Im Februar 2013 unterschrieb Logua einen Vertrag beim estnischen Rekordmeister Flora Tallinn. Nach August 2015 folgte eine Zeit ohne Verein, danach wechselte er zu verschiedenen russischen Dritt- (Torpedo Armawir) und Zweitligisten (Zorkiy Krasnogorsk, Ararat Moskau). Im Anschluss wechselte er im September 2019 zum armenischen Erstligisten FC Ararat Jerewan.

### Nationalmannschaft
Irakli Logua absolvierte im Zeitraum von 2007 bis 2010 für Russlands U-17 sowie die U-19 zahlreiche Länderspiele, wobei er sich als sehr treffsicher erwies.

## Erfolge
- FC Flora Tallinn
  - Estnischer Pokalsieger: 2012/13
  - Estnischer Superpokalsieger: 2014
  - Estnischer Meister: 2015 1